# 豊田ルナ
豊田 ルナ（とよだ ルナ、本名および旧芸名：豊田 留妃〈読み同じ〉、2002年〈平成14年〉7月17日 - ）は、日本の女優、タレント、アイドル、グラビアアイドルであり、AND CaaaLLのメンバー。広島県福山市出生、埼玉県深谷市出身。プラチナムプロダクション所属。かつてはNEWSエンターテインメントで子役として活動していた。

## 略歴
5歳の時、親子向け雑誌に母親と共に掲載されたのを機に事務所のオーディションを受け、子役として芸能活動を開始する。テレビドラマや映画への出演を経て、2018年からNHK Eテレの番組『すイエんサー』にレギュラー出演し、プラチナムプロダクションの育成プロジェクト「Shibu3 project」でリーダーを務め、傘下のアイドルグループ「ぴーおん♡」に参加する。
2019年5月7日、令和改元後初開催となる「ミスマガジン2019」の候補者ベスト16に選出されたことを契機に芸名を「豊田 ルナ」と改名する。7月23日に応募者3023名の中からミスマガジンのグランプリに選出され、7月29日発売の週刊ヤングマガジンでグラビア写真が掲載される。プラチナムプロダクション所属者がミスマガジンを制したのは2003年の岩佐真悠子以来、16年ぶりのことであった。ミスマガジン2019ベスト16の中ではベスト16発表時に16歳で最年少だが、芸歴は最長である。
2021年3月に高校を卒業し、春から大学生となるため、同年3月28日、原宿ベルエポック美容専門学校にて実施される"令和2年度シブサン卒業式"をもってShibu3 projectを卒業。アイドル活動に一旦終止符を打つこととなる。同年、特撮テレビドラマ『ウルトラマントリガー NEW GENERATION TIGA』にてヒロイン・シズマユナ役を演じる。同年11月6日、Shibu3 projectのワンマンライブ「”DON’T LOOK BACK!!!” in TOKYO」にてアイドルとして再び舞台に立った。
2022年12月28日、仕事に専念するために大学を中退していたことを明かした。
2024年には元Shibu3 projectの三好佑季、戸田梨杏とともにAND CaaaLLを結成。
2025年に公開予定の『シーシュポスたちのまなざし』で映画初主演。

## 人物

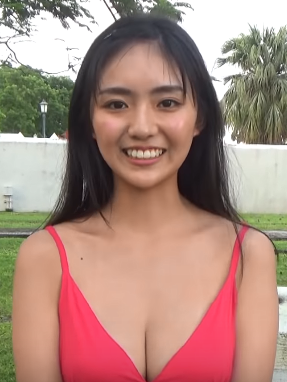
2019年

- 趣味は読書、お菓子作り、サッカー観戦、ゲーム[20]。
- 特技は韓国語、クラシックバレエ[21]。
- サッカー観戦が趣味で[22]、Jリーグの中では地元の浦和レッズのことを応援している[23][24]。
- 姉はアイドルグループ「POWER SPOT」（2015年解散）に所属していた豊田早姫（とよだ さき）[TW 6][25][26][27]。早姫は2010年にAKB48の第11期研究生を務めたが、同年10月23日付をもって研究生活動を辞退している[28]。
- 好物はウニ、パン、イチゴ[29]。3歳からモダンバレエ、4歳からクラシックバレエを習っていた[TW 7][30]。
- Shibu3時代は佐藤梨々花と仲が良く、2人のコンビは「りりるん」と呼ばれていた[TW 8]。2018年3月25日にキャプテン翼スタジアム横浜元町で行われた『バロンiドール杯』第2シーズン第5節では、当時26時のマスカレイドのメンバーだった大門果琳のアンダーとして佐藤と共にフットサルに参加した[TW 9][TW 10]。
- 役者活動、モデル活動とも、目線や目力を意識している[31]。セールスポイントでもあるので、目の表現を通じて感情が伝わるようにしている[31]。

## 出演

### バラエティ
- すイエんサー（2018年4月3日 - 2023年3月27日、NHK Eテレ） - すイエんサーガールズ[32]
- ワイドナショー（2019年5月19日、フジテレビ） - ワイドナ現役高校生として
- 新・あなたの知らない世界（日本テレビ） - 主人公回想の女の子 役
- 天才!志村どうぶつ園（日本テレビ） - 避難所で泣いている女の子 役
- よゐこのKIDSぱらだいす!（キッズステーション・TwellV） - VTR・VP あめdeわたあめ

### テレビドラマ
- 検事・鬼島平八郎（2010年10月22日 - 12月3日、ABCテレビ・テレビ朝日） - 鬼島美夜（幼少期） 役
- プロポーズ兄弟〜生まれ順別 男が結婚する方法〜（2011年2月24日、フジテレビ） - 女の子 役
- 四つ葉神社ウラ稼業 失恋保険〜告らせ屋〜 第3話（2011年4月21日、読売テレビ） - 志水千穂（幼少期） 役
- 僕とスターの99日（2011年10月23日 - 12月25日、フジテレビ） - ハン・ユナ（幼少期） 役
- 蝶々さん〜最後の武士の娘〜（2011年11月19日 - 26日、NHK総合） - 谷川ユリ（幼少期） 役
- 悪夢ちゃん（2012年10月13日 - 12月22日、日本テレビ） - 清水莉音 役
- 土曜ワイド劇場 棟居刑事の死海の伏流（2012年11月24日、テレビ朝日） - 劇中写真
- 大河ドラマ（NHK総合）
  - 八重の桜（2013年1月 - 12月） - 西郷瀑布（たき） 役
  - 花燃ゆ 第48回 - 最終回（2015年11月29日 - 12月13日）
- 神様のボート（2013年3月10日 - 3月24日、NHK BSプレミアム） - 芽衣 役
- 警部補・佐々木丈太郎6（金曜プレステージ・西村京太郎スペシャル 2013年10月25日、フジテレビ） - 佐藤彩 役
- 魔法×戦士 マジマジョピュアーズ! 第26話（2018年9月23日、テレビ東京） - 演劇部員 役[2]
- My Life, My Road 〜サトミの闘い〜（2018年、BS日テレ）
- 魔進戦隊キラメイジャー エピソード16「マシュマロワイアル」（2020年7月26日、テレビ朝日） - 池松秋保（高校時代） 役
- ウルトラシリーズ（テレビ東京） - シズマユナ、ユザレ 役
  - ウルトラマントリガー NEW GENERATION TIGA（2021年7月10日 - 2022年1月22日）
  - ウルトラマンデッカー 第7話・第8話・第15話・第19話（2022年8月27日・9月3日・10月22日・11月26日）
- 恋は湯けむりの中で 第4話 - 第6話「誰にもバレるな! ワタシがカレを推さない理由」（2024年2月16日 - 3月1日、テレビ神奈川） - 森永伊織 役[33]
- どうか私より不幸でいて下さい 第4話・第7話（2024年8月6日・27日、日本テレビ）- 志保の大学の同級生 役[34]
- 嗤う淑女 第5話（2024年8月24日、東海テレビ・フジテレビ系） - 韓流女優 役[35]
- 3年C組は不倫してます。（2024年10月2日 - 12月18日、日本テレビ） - 蜂谷美月 役[36]

### 映画
- 悪夢ちゃん The 夢ovie（2014年5月3日、東宝） - 清水莉音 役
- ウルトラマントリガー エピソードZ（2022年3月18日、松竹メディア事業部） - ヒロイン・シズマユナ 役
- 映画「YAMANEKO」（2025年1月24日） - たま 役[37]
- シーシュポスたちのまなざし（2025年公開予定） - 主演・黒田真優 役[19]

### 舞台
- パティシエール〜リンゴの魔法〜（2017年、Shibu3 project STAGE vol.1）- 主演・リンゴ 役
- 私たちが解散するまでの45分間の物語（2020年、LINE LIVE-VIEWING）
- 劇団丸組第八回公演 新山猫最終章（2023年） - カナタ 役[38]

### ウェブ配信
- ミスマガTV（2019年7月23日 - 12月24日・2020年7月9日 - 20日、YouTube・ミスマガTVチャンネル）[39]
- 『私の卒業』プロジェクト第二期
  - 「僕らはいつだって遠回りをしている」 - 女子高生 役[TW 11]
  - 「センパイの卒業式」 - エキストラ 役
  - 「こじらせ女子からの卒業」 - エキストラ 役
- 毎日はにかむ僕たちは（2023年 - 、TikTok・YouTube） - メインキャスト[1]
- ヒロインになるまでは（2025年1月20日・21日、YouTube） - 青井瑠奈 役[40]

### CM・広告
- バンダイ
  - 「ハピネスチャージプリキュア! シャイニングメイクドレッサー」
  - 「パックンカラオケ アンパンマン」
- 大塚製薬「SOYJOY」 - 井川遥の幼少期 役
- 花王
  - ハウスダスト除去スプレー
  - アタックバイオジェル
  - クイックル「ハウスダスト除去スプレー」
- 任天堂
- 井関農機 トラQ
- フジッコ おまめさん・こんぶ豆
- 東京ディズニーシー - 娘 役
- ピザーラ
- 永谷園
- KUMON
- ハースト婦人画報社「美しいキモノ」
- いせや呉服店 - 七五三モデル
- バンビ ランドセルパンフレット
- ベリーズベリー - モデル
- 栄光ゼミナール - Webモデル
- ABCマート - スチールモデル
- 日本製紙連合会 「ラブレターコンテスト」（2019年） - スチールモデル
- 日本民間放送連盟
- NTTドコモ「dTV」
- ワコール「Pulili」（2019年） - スチールモデル

### VP
- 堀江由衣「夏の約束」MV
- 横浜ゴム「アイスガード2010冬」ショートムービー
- バンダイ「ペラモデル」

### ライブ・イベント
2017年
- バズリズムライブ '17（11月5日、横浜アリーナ） - ミズノリズム「白が人気」バックダンサー

2021年
- Shibu3 project 1stアルバム「#SHIBUYA」発売記念イベント day1・day4（day1：3月2日、HMV＆BOOKS SHIBUYA / day4：3月6日、MAG’s PARK）
- Shibu3 project 高校3年生 LIVE（3月21日、渋谷CLUB CRAWL）
- 令和二年度シブサン卒業式（3月28日、原宿ベルエポック美容専門学校第2校舎イベントホール）
- TOKYO GRAVURE IDOL FESTIVAL ONLINE 2021（10月2日 - 3日）- 公式アンバサダー
- グラビアネクスト2021（10月30日）- プレゼンター
- Shibu3 project ONE MAN LIVE “DON’T LOOK BACK!!!” in TOKYO(11月6日、duo MUSIC EXCHANGE)
- SOCIAL INNOVATION WEEK 2021 LOOK LOCAL SUMMIT vol.0 - 司会

2022年
- 豊田ルナ Happy Anniversary Day!  〜20th&15th〜（7月18日、SHIBUYA DIVE）

2023年
- 豊田ルナ Happy 21st Anniversary Day!（7月18日、GOTANDA G+）
- 豊田ルナ写真集『Good to see Moon』発売記念　豊田ルナさん写真集お渡し会（12月16日、ブックファースト新宿店、書泉ブックタワー（秋葉原）9F）

2025年

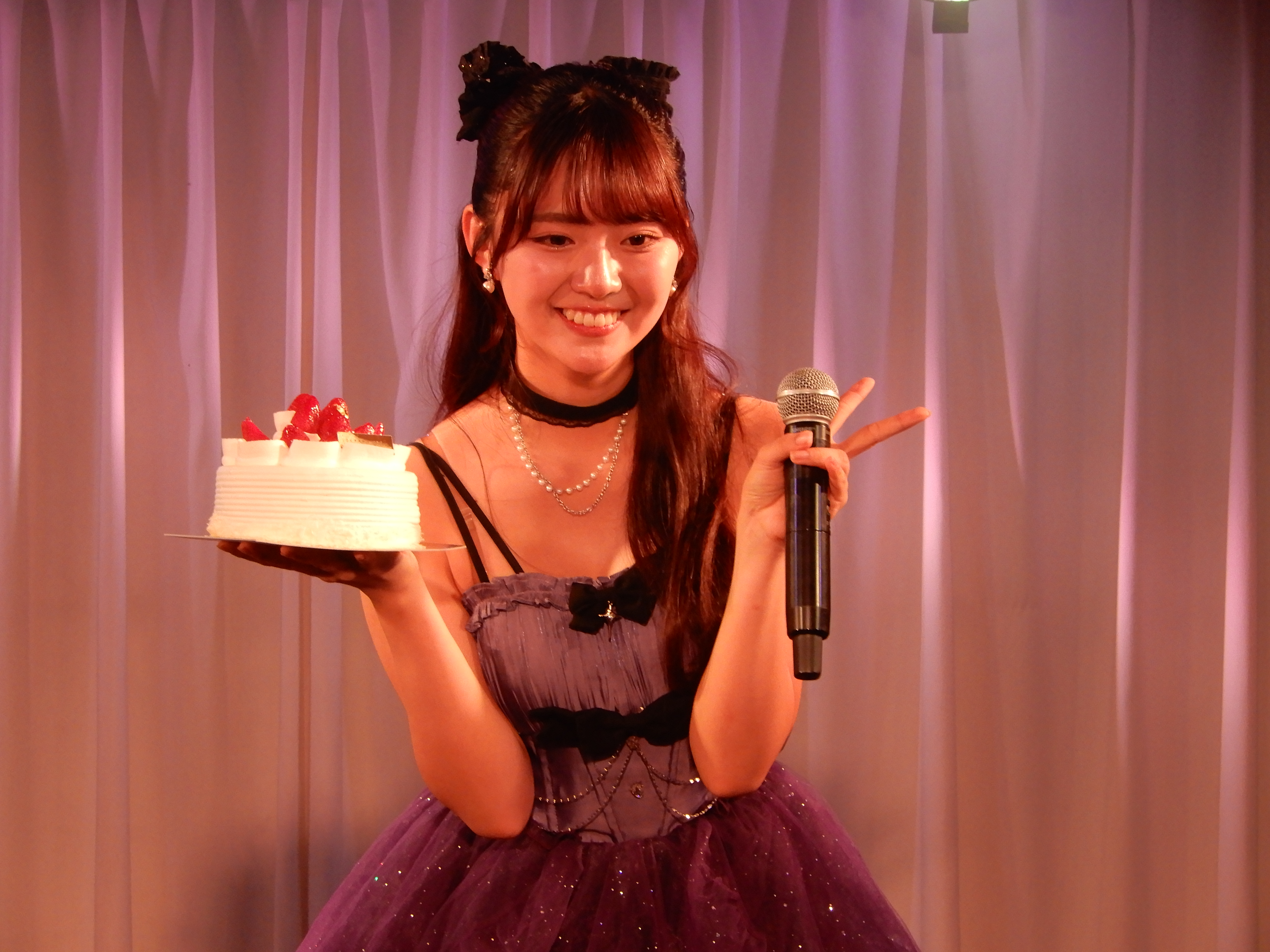
自身の生誕祭にて
2025年7月17日、LIVE STUDIO LODGEにて

- 豊田ルナ生誕祭『#るんちゃんハピアニ 〜Happy 23nd Anniversary Day〜』（7月17日、LIVE STUDIO LODGE）

## 書籍

### ファッション誌
- キラピチ（2013年 - 2016年3月、学研プラス） - 専属モデル

### 写真集
- Miss Magazine 2019 PERFECT GRAVURE BOOK（2020年7月8日、講談社、共演：吉澤遥奈、夏目綾、山口はのん、ぴーぴる、桜田茉央）ISBN 978-4065206430[46][47]
- 月-Luna-（2020年10月7日、講談社、撮影：唐木貴央）ISBN 978-4065197707[48][49][注 5]
- Good to see Moon（2023年12月7日、ワン・パブリッシング、撮影：藤本和典）ISBN 978-4651203867[50][51]

### デジタル写真集
- ミスマガジン2019 はじまりの光（2019年8月30日、講談社［ヤンマガデジタル写真集］、撮影：LUCKMAN、藤本和典）共演：吉澤遥奈、夏目綾、山口はのん、ぴーぴる、桜田茉央[52]
- 未来への光（2020年7月1日、講談社［週刊少年マガジンデジタル写真集］）[53]
- その光に、手を伸ばせ。（2021年2月1日、集英社［週プレ PHOTO BOOK］、撮影：丸谷嘉長）共演：蓼沼優衣[54]
- ヤンマガアザーっす！＜YM2021年11号未公開カット＞（2021年6月17日、講談社［ヤンマガデジタル写真集］、撮影：細居幸次郎）[55]
- オトナの子。（2021年7月30日、白夜書房［BRODYデジタル写真集］、撮影：岡本武志）[56]
- 君がいた夏。（2021年8月16日、集英社、［週プレ PHOTO BOOK］、撮影：熊谷貫）[57]
- 想わば、ゆえに君の町まで。（2021年8月31日、主婦の友社［STRiKE! DIGITAL PHOTOBOOK 006］、撮影：カノウ リョウマ）[58]
- キミと見た、青春の光。（2021年11月9日、ワン・パブリッシング［BOMBデジタル写真集］、撮影：根本好伸）[59]
- ヤンマガアザーっす！＜YM2021年40号未公開カット＞（2021年12月15日、講談社［ヤンマガデジタル写真集］、撮影：佐藤裕之）[60]
- 無敵のヒロイン♡（2022年1月20日、講談社［FRIDAYデジタル写真集］、撮影：田口まき）[61]
- きみのぬくもり。（2022年2月3日、東京ニュース通信社［B.L.T.デジタル写真集］）[62]
- 恋の光線（2022年3月9日、ワン・パブリッシング［BOMBデジタル写真集］、撮影：岡本武志）[63]
- SNOW WHITE（2022年4月29日、光文社［Platinum FLASHデジタル写真集］、撮影：唐木貴央）[64]
- ミスマガグランプリカルテット ヤンマガアザーっす！＜YM2022年21/22号未公開カット＞（2022年8月5日、講談社［ヤンマガデジタル写真集］、撮影：藤本和典）共演：沢口愛華、新井遥、和泉芳怜[65]
- ヤンマガアザーっす！＜YM2022年21/22号未公開カット＞（2022年8月5日、講談社［ヤンマガデジタル写真集］、撮影：藤本和典）[66]
- 夏の魔法。（2022年8月8日、集英社［週プレ PHOTO BOOK］、撮影：熊谷貫）[67]
- 恋をする瞬間（2022年8月8日、ワン・パブリッシング［BOMBデジタル写真集］、撮影：藤本和典）[68]
- 挑発的な女のコ。（2022年8月10日、白夜書房［BRODYデジタル写真集］、撮影：高橋慶佑）[69]
- もぎたてフルーティー（2022年8月31日、講談社［FRIDAYデジタル写真集］、撮影：前康輔）[70]
- 戻れない、戻らない。（2022年10月12日、KADOKAWA［Gテレデジタル！］）[71]
- おはようあなた（2022年12月6日、双葉社［漫画アクションデジタル写真集］、撮影：YOROKOBI）[72]
- ツーリングの果てに…（2023年1月13日、扶桑社［SPA!デジタル写真集］、撮影：唐木貴央）[73]
- ヤンマガアザーっす！＜YM2022年48号未公開カット＞（2023年2月3日、講談社［ヤンマガデジタル写真集］、撮影：岡本武志）[74]
- 朝の月、真昼の月（2023年2月15日、双葉社［EX大衆デジタル写真集］、撮影：青山裕企）[75]
- オトナのスイートルーム（2023年4月7日、講談社［FRIDAYデジタル写真集］、撮影：鈴木ゴータ）[76]
- 挑発のHIPライン（2023年5月1日、講談社［週刊現代デジタル写真集］、撮影：岡本武志）[77]
- ヒロインは幼馴染み（2023年5月30日、光文社［FLASHデジタル写真集］、撮影：高橋慶佑）[78]
- 君の笑顔が好きなんだ（2023年6月21日、ワニブックス［ワニブックスデジタル写真集］、撮影：カノウリョウマ）[79]
- 夏のルナ、知りたい？ Vol.1･2･3（2023年6月23日、講談社［FRIDAYデジタル写真集］、撮影：LUCKMAN）[80][81][82]
- 朝、恋する二人。（2023年7月17日、ワン・パブリッシング［BOMBデジタル写真集］、撮影：LUCKMAN）[83]
- PARADICE in the School!!（2023年8月30日、KADOKAWA［Gテレデジタル！］）[84]
- 【グラビア文学館】 グレート・ギャツビー（2023年12月27日、講談社［週刊現代デジタル写真集］、撮影：佐藤裕之）[85]
- 無邪気な熱視線 vol.1･2（2024年2月1日、講談社［FRIDAYデジタル写真集］、撮影：鈴木ゴータ）[86][87]
- 釣り上げたい（2024年3月1日、扶桑社［SPA!デジタル写真集］、撮影：笠井爾示）[88]
- side-B：Good to see Moon（2024年4月26日、ワン・パブリッシング、撮影：藤本和典）[89]
- Seaside Memories（2024年7月9日、光文社［FLASHデジタル写真集］、撮影：LUCKMAN）[90]
- アフロディーテの誘惑（2024年8月30日、講談社［週刊現代デジタル写真集］、撮影：曽根将樹）[91]
- NEXT推しガール！ 海の家1日店長 PART1（2024年10月11日、講談社［ヤンマガデジタル写真集］、撮影：LUCKMAN）共演：新唯、塚越愛実、西綾乃、ひなたまる[92]
- 恋の続き（2024年11月1日、ワン・パブリッシング［BOMBデジタル写真集］、撮影：根本好伸）[93]
- あの子が水着にきがえたら…（2024年12月13日、講談社［ヤンマガデジタル写真集］、撮影：Hidetoshi Narita）[94]
- 恋の誘い（2024年12月24日、ワン・パブリッシング［BOMBデジタル写真集］、撮影：根本好伸）[95]
- ヤンマガアザーっす！＜YM2024年47号未公開カット＞（2024年12月27日、講談社［ヤンマガデジタル写真集］、撮影：前康輔）[96]
- ルナティック（2025年1月20日、小学館［スピ/サン グラビアフォトブック］、撮影：中村和孝）[97]
- オトナDebut（2025年2月4日、光文社［FLASHデジタル写真集］、撮影：神藤剛）[98]
- EX大衆デジタル写真集 ： 67 豊田ルナ「MOONDUALITY」（2025年3月17日、双葉社［EX大衆デジタル写真集］、撮影：U-YA）[99]
- 夢の途中で。（2025年4月21日、集英社、［週プレ PHOTO BOOK］、撮影：笠井爾示）[100]
- ヤンマガアザーっす！＜YM2025年24号未公開カット＞（2025年7月18日、講談社［ヤンマガデジタル写真集］、撮影：YUJI TAKEUCHI）[101]
- 女神の素肌（2025年7月25日、扶桑社［SPA!デジタル写真集］、撮影：井上たろう）
- 月影のワルツ（2025年8月6日、小学館［PARADEデジタルフォトブック］、撮影：大辻隆広）[102]

### カレンダー
- 豊田ルナ 2022年 カレンダー（2021年11月2日、わくわく製作所）[103]
- 豊田ルナ 2023年 カレンダー（2022年08月31日、わくわく製作所）
- 豊田ルナ 2024年 カレンダー（2023年09月4日、わくわく製作所）
- 豊田ルナ 2025年 カレンダー（2024年09月13日、わくわく製作所）

### 玩具
- ウルトラマントリガー DXガッツハイパーキーPremium ウルトラマントリガーキーセット（2022年8月）

## ディスコグラフィ

### キャラクターソング
| 発売日         | 商品名                                              | 歌                                                                         | 楽曲                 | 備考                                                               |
| -------------- | --------------------------------------------------- | -------------------------------------------------------------------------- | -------------------- | ------------------------------------------------------------------ |
| 2021年11月3日  | ウルトラマントリガー キャラクターソングミニアルバム | シズマユナ（豊田ルナ）                                                     | 「STEP UP TOMORROW」 | 特撮テレビドラマ『ウルトラマントリガー NEW GENERATION TIGA』関連曲 |
| 2021年11月24日 | 明日見る者たち                                      | マナカケンゴ（寺坂頼我）、シズマユナ（豊田ルナ）、ヒジリアキト（金子隼也） | 「明日見る者たち」   | 特撮テレビドラマ『ウルトラマントリガー』エンディングテーマ         |
| 2021年11月24日 | 明日見る者たち                                      | マナカケンゴ（寺坂頼我）、シズマユナ（豊田ルナ）、ヒジリアキト（金子隼也） | 「Believer」         | 映画『ウルトラマントリガー エピソードZ』主題歌                     |